# Castlemaine Diggings National Heritage Park

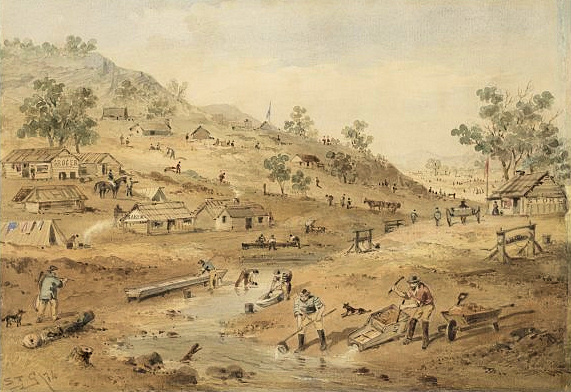
Historisches Goldfeld am Mount Alexander (Aquarell von 1852)

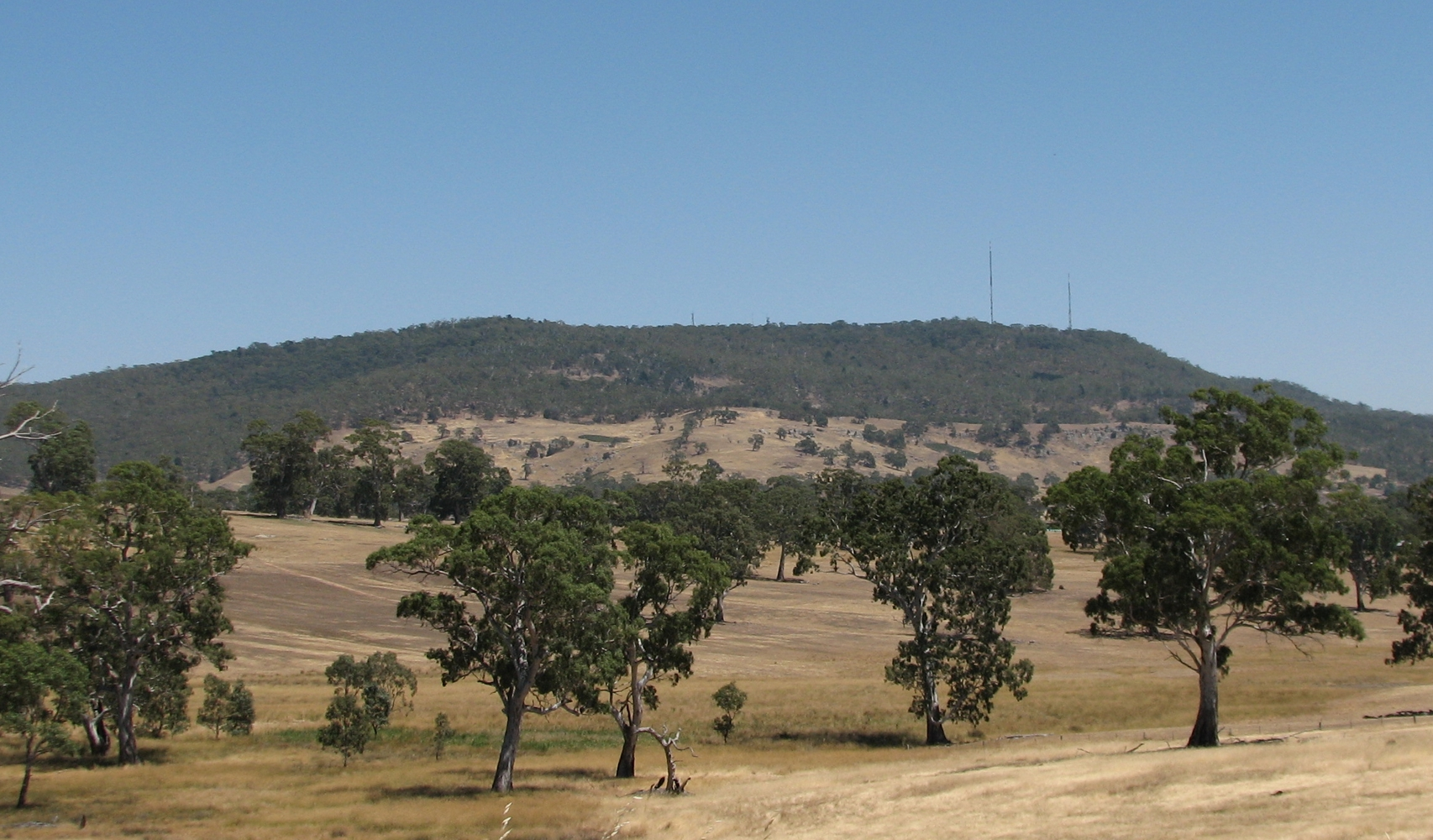
Der Mount Alexander 2008

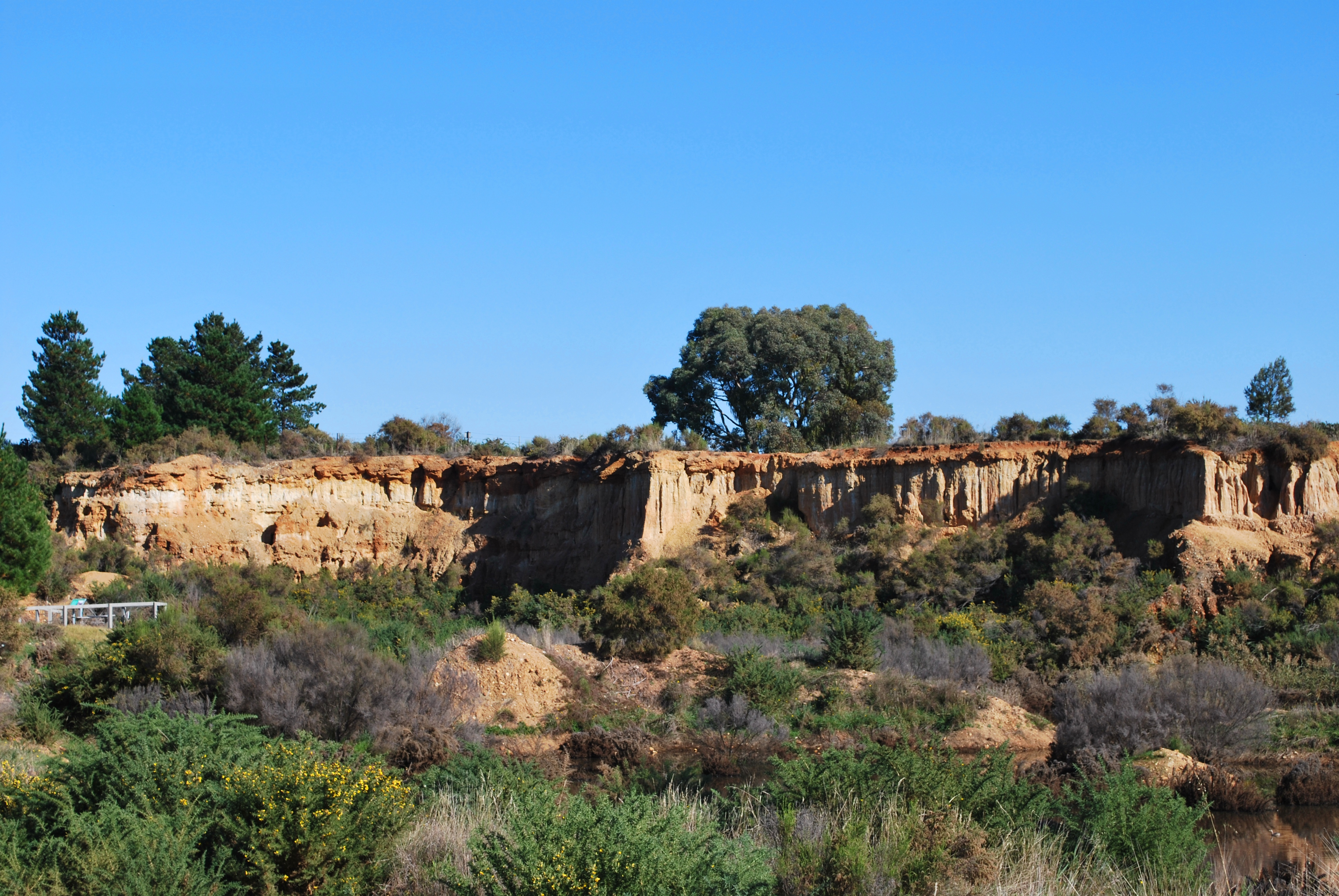
Spuren der Goldgräber am Forrest Creek im Castlemaine Diggings National Heritage Park

Der Castlemaine Diggings National Heritage Park befindet sich um Castlemain in Victoria, Australien, etwa 120 km von Melbourne entfernt. Dieser Park ist seit dem 27. Januar 2005 als Kulturdenkmal in die Australian National Heritage List eingetragen und schützt ein Gebiet von ungefähr 7480 Hektar. In dem Park befinden sich bedeutende historische Hinterlassenschaften des australischen Goldrauschs der frühen 1850er Jahre. Ursprünglich war das Goldfeld nach dem dortigen Berg benannt, dem Mount Alexander.

## Geschichte
Der erste Goldrausch Australiens in Bendigo in New South Wales und Ballarat in Victoria fand ab dem Juni 1851 statt. Als Christopher Peters Thomas, der Besitzer einer kleinen Schaffarm, das Goldvorkommen am Mount Alexander entdeckte, wollte er dies nicht bekannt werden lassen. Thomas und drei seiner Freunde brachen innerhalb eines Monats mit Hammer und Meißel goldhaltiges Material im Wert eines Jahresverdienstes aus dem Gestein. Die Geheimhaltung konnte jedoch nicht aufrechterhalten werden und es kamen nicht nur viele Goldgräber aus den ersten australischen Goldfeldern, sondern auch aus England, Europa und Amerika. 1852 lebten im Gebiet des Castlemaine-Goldvorkommen bereits 30.000 Menschen. Zum Vergleich: Noch 1848 zählte die Bevölkerung von Victoria insgesamt 77.000 Menschen. 1852 galt das Castlemaine-Goldfeld als das größte auf der Erde. 1854 kamen die ersten chinesischen Goldgräber in die Goldfelder von Castlemaine. Sie hinterließen einen Friedhof, den Vaughan Chinese Cemetery, und den Platz eines Chinese Market Gardens. Der chinesische Friedhof wurde bis 1857 belegt.
Mit dieser Immigration kamen Menschen ins Land, die neues Wissen, neue Berufe und neue Kulturen nach Australien brachten. Mit der Goldgräberei, der Einwanderung und dem daraus entstehenden Reichtum stiegen die Einwohnerzahlen Australiens sprunghaft an, was für die wirtschaftliche Prosperität Australiens bis in die frühen 1890er Jahre und sogar darüber hinaus bedeutsam war.
Der Park zeigt, wie die frühen Goldgräber die Oberfläche der Landschaft durch Grabungen, Wege- und Wasserrinnenbau, Staudämme, Lager- und Feuerplätze sowie Hütten veränderten. Das Goldfeld weist zahlreiche Formen des frühen Goldabbaus Australiens auf, die in dieser Vielfalt sonst nirgendwo mehr in Australien ausgestellt werden können, da die ersten Goldfelder in Ballarat und Bendigo von Städten überbaut worden sind.
Im Laufe der Zeit änderten sich die Abbautechniken und auch die wirtschaftlichen Investitions- und Geschäftsmodelle im Castlemaine-Goldfeld. 1965 endete der Goldabbau. Bis zu diesem Zeitpunkt wurden etwa 5,6 Millionen Unzen Gold in diesem Gebiet gewonnen.
Ferner ist im Park die geologische und geomorphologische Basis der Goldlagerstätte erkennbar.
Vor der Entdeckung des Goldes gab es zahlreiche gewaltsame Konflikte zwischen den weißen Siedlern und den Aborigines der Dja Dja Wurrung. Als die Goldsucher in dieses Gebiet kamen, waren die meisten überlebenden Dja Dja Wurrung im Jahr 1841 in die Loddon Aboriginal protectorate station bei Franklinford zwischen Castlemaine und Daylesford deportiert worden.
Trotz der großen Erdbewegungen sind Spuren der ursprünglich dort lebenden Dja Dja Wurrung größtenteils erhalten geblieben. Heute ist das Gelände, trotz der Abholzung zur Befeuerung von Dampfmaschinen und zum Erhitzen des im Quarz befindlichen Goldes – um es zu lösen – wieder von Bäumen bewachsen. Die Bäume bilden nun einen Bestandteil der typischen victorianischen Box-Ironbark-Wälder und haben die Erosion verhindert, die die historischen Stätten zerstört hätte.

## Parkzugang
Der Park ist für die Öffentlichkeit zugänglich, es kann dort gewandert werden und es gibt Campingplätze. Im Park befinden sich über 500 Pflanzen- und 100 Tierarten, darunter zahlreiche Vogelarten.